# Éphéméride (astronomie)
Pour les articles homonymes, voir Éphéméride.
En astronomie, les éphémérides (du grec ἐφημερίς, journal, agenda) sont des tables astronomiques par lesquelles on détermine, pour chaque jour, la valeur d'une grandeur caractéristique d'un objet céleste, notamment les positions des planètes, de leurs satellites, de la Lune, du Soleil, des étoiles, des comètes, voire d'un satellite artificiel de positionnement.

## Sémantique
Dans le langage courant, une éphéméride désigne ce qui se passe quotidiennement ; l'éphéméride du jour est la liste des évènements marquants de ce jour. Par extension, les éphémérides astronomiques désignent a priori une table journalière de positions de corps célestes mobiles (ceux du système solaire) ainsi que des phénomènes astronomiques ayant lieu ce jour tels les éclipses. Les éphémérides de positions sont donc avant tout la représentation d'un mouvement. Les éphémérides sous forme de tables de nombres sont les plus courantes et les plus anciennes, mais ce n'est pas la seule forme possible et, de nos jours, ce n'est plus la meilleure car il en existe maintenant d'autres beaucoup plus performantes.

## Éphémérides nautiques
Les éphémérides nautiques, à l'usage des navigateurs, sont publiées en France par le Bureau des longitudes depuis 1795. Cet ouvrage périodique est apparu pour la première fois en France au milieu du XVIIe siècle et est encore édité de nos jours. L’ouvrage parait en 1679 sous le nom de « La Connaissance des Temps . ou calendrier et éphémérides du lever & coucher du Soleil, de la Lune & des autres planètes ». Elles donnent les déclinaisons et angles horaires du Soleil, de la Lune, de Vénus, Mars, Jupiter et Saturne (heure par heure, au dixième de minute près), ainsi que l'angle horaire du point vernal et les déclinaisons des principales étoiles visibles à l'œil nu. Elles donnent aussi les heures de lever et coucher du Soleil et de la Lune pour les latitudes comprises entre 70 degrés Nord et 56 degrés Sud. Elles sont indispensables pour faire le point en mer, en navigation hauturière, avec des moyens traditionnels (sextant et chronomètre).

## Fonctionnement
Pour obtenir une éphéméride, il est nécessaire de disposer : 
- d'un modèle théorique (dynamique ou cinématique) du mouvement du corps considéré ;
- d'observations de ce corps pour ajuster le modèle ;
- d'une représentation du mouvement pour donner les positions souhaitées à l'utilisateur ;
- du lieu géographique à partir duquel on désire observer notre objet.

La qualité d'une éphéméride pour la représentation d'un mouvement dépend de deux facteurs : utiliser un petit nombre de données (éviter des tables gigantesques) et ensuite avoir une bonne précision (commettre l'erreur la plus faible possible par rapport à la position « vraie » que l'on veut décrire).

## Historique
Depuis les débuts de l'astronomie, modéliser le mouvement des corps du système solaire a toujours été un défi. Il s'est agi tout d'abord d'extrapolations empiriques des observations réalisées ; les premières tables proviennent ainsi d'une analyse purement cinématique des mouvements observés. La précision de ces premières tables est évidemment médiocre et ne progresse qu'avec l'amélioration de la précision des observations.
Viennent ensuite des prédictions fondées sur des théories gravitationnelles dont les paramètres sont déduits d'observations. À partir de Newton, les lois dynamiques sont connues et il importe alors de mettre en équation et de tenir compte de tous les effets gravitationnels qui peuvent agir sur les corps. Les recherches théoriques de Lagrange relatives au problème planétaire ont conduit à modéliser l'évolution à long terme des orbites par un système différentiel linéaire qui couple les excentricités et les inclinaisons. C'est un résultat fondamental. Toutefois, il y a des variations séculaires.